# Kozienice kraftverk

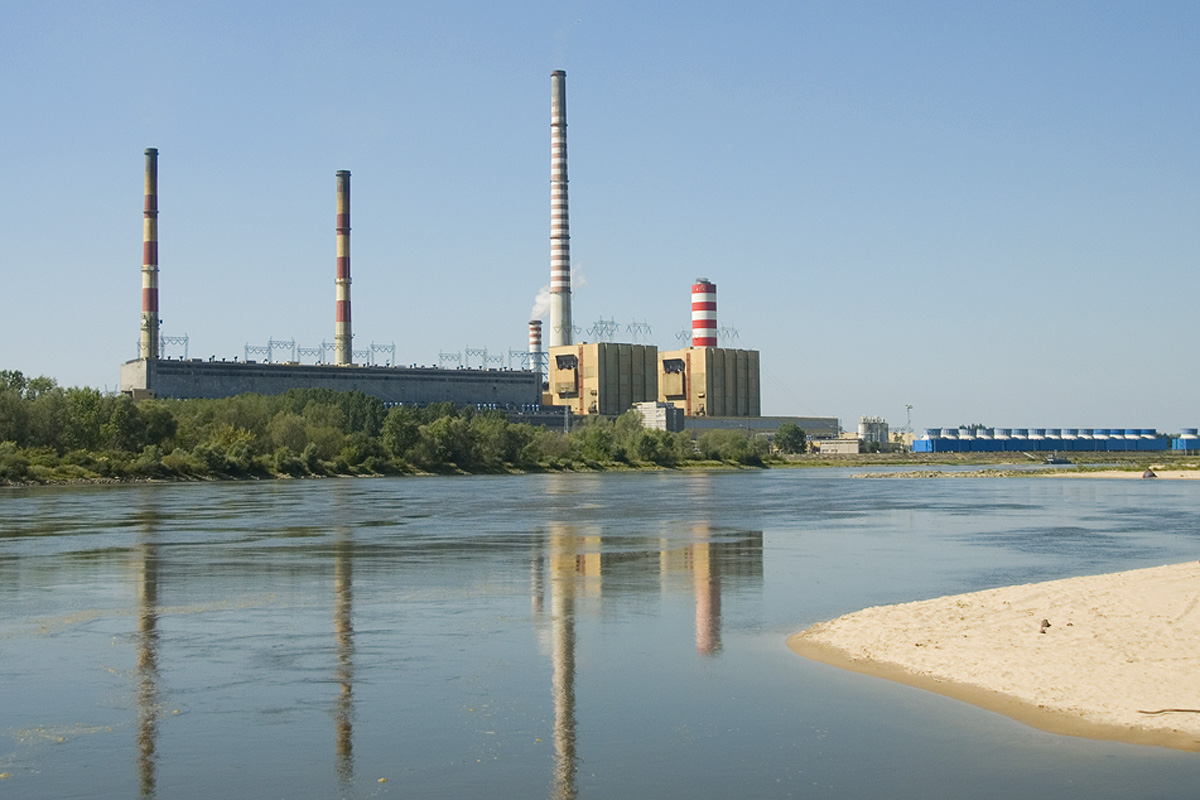
Kozienice kraftverk i augusti 2012.

Kozienice kraftstation är ett koleldat värmekraftverk i Świerże Górne nära Kozienice, Polen. Det är Polens näst största kraftverk med en total installerad effekt på 4 016 MW. Anläggningen började uppföras 1973 och består av åtta enheter på 215 MW, två enheter på 500 MW samt en elfte enhet på 1 075 MW som började byggas i november 2012 och togs i drift 2017.
Block 11 kännetecknas bland annat av att ångan till turbinanläggningen är superkritisk med ett tryck på 300 bar och temperaturer på upp till 620 grader Celsius. Dessa höga tryck och temperaturer möjliggör en verkningsgrad för detta block på över 45 procent.
Kraftstationen har en 300 meter hög skorsten, som är en av Polens högsta fristående strukturer, och ytterligare två stycken 200 meter höga (660 fot)  skorstenar. Anläggningen utmärks även av att stolparna för kraftledningarna som leder från dess ställverk är uppförda på taket av kraftstationsbyggnaden.
Den 4 december 2013 dog fyra arbetare i en fallolycka när en arbetsplattform brast på 120 meters höjd vid arbete inuti en av skorstenarna.